# Knidoskolus
Knidoskolus (lat. Cnidoscolus), biljni rod iz tropskih krajeva Južne Amerike i Srednje Amerike i juga Sjedinjenih Država. Sastoji se od devedesetak vrsta ljekovitih grmova ili manjeg drveća.
Rod je opisan 1827., a tipična vrsta je C. hamosus iz istočnog Brazila.

## Vrste
1. Cnidoscolus aconitifolius (Mill.) I.M.Johnst.
2. Cnidoscolus acrandrus (Urb.) Pax & K.Hoffm.
3. Cnidoscolus aculeatissimus (Mart.) Fern.Casas
4. Cnidoscolus adenoblepharus Fern.Casas & J.M.Pizarro
5. Cnidoscolus adenochlamys Fern.Casas
6. Cnidoscolus aequatoriensis Fern.Casas & J.M.Pizarro
7. Cnidoscolus albibracteatus Fern.Casas & Pizarro
8. Cnidoscolus albidus Lundell
9. Cnidoscolus albomaculatus (Pax) I.M.Johnst.
10. Cnidoscolus angustidens Torr.
11. Cnidoscolus appendiculatus (Pax & K.Hoffm.) Pax & K.Hoffm.
12. Cnidoscolus aurelii Fern.Casas
13. Cnidoscolus autlanensis Breckon
14. Cnidoscolus bahianus (Ule) Pax & K.Hoffm.
15. Cnidoscolus basiacanthus (Pax & K.Hoffm.) J.F.Macbr.
16. Cnidoscolus beckii Fern.Casas
17. Cnidoscolus bellator (Ekman ex Urb.) León
18. Cnidoscolus byssinus Fern.Casas
19. Cnidoscolus cajamarcensis Fern.Casas & J.M.Pizarro
20. Cnidoscolus calcareus Fern.Casas
21. Cnidoscolus calyptratus Fern.Casas
22. Cnidoscolus calyptrodontus Fern.Casas
23. Cnidoscolus ceballosii Fern.Casas
24. Cnidoscolus cervii Fern.Casas
25. Cnidoscolus cnicodendron Griseb.
26. Cnidoscolus conicus Fern.Casas & J.M.Pizarro
27. Cnidoscolus diacanthus (Pax & K.Hoffm.) J.F.Macbr.
28. Cnidoscolus egregius Breckon ex Fern.Casas
29. Cnidoscolus elasticus Lundell
30. Cnidoscolus fimbriatus Breckon ex Fern.Casas
31. Cnidoscolus froesii (Croizat) Fern.Casas
32. Cnidoscolus graminifolius Fern.Casas
33. Cnidoscolus guatimalensis Fern.Casas
34. Cnidoscolus halteris Fern.Casas
35. Cnidoscolus hamosus Pohl
36. Cnidoscolus hypokerinus Fern.Casas
37. Cnidoscolus hypoleucus (Pax) Pax
38. Cnidoscolus inaequalis Fern.Casas
39. Cnidoscolus infestus Pax & K.Hoffm.
40. Cnidoscolus jaenensis (Pax & K.Hoffm.) J.F.Macbr.
41. Cnidoscolus kunthianus (Müll.Arg.) Pax & K.Hoffm.
42. Cnidoscolus leuconeurus (Pax & K.Hoffm.) Pax & K.Hoffm.
43. Cnidoscolus liebmannii (Müll.Arg.) Lundell
44. Cnidoscolus liesneri Fern.Casas & J.M.Pizarro
45. Cnidoscolus loasoides (Pax) I.M.Johnst.
46. Cnidoscolus lombardii Fern.Casas
47. Cnidoscolus longibracteatus Fern.Casas & Pizarro
48. Cnidoscolus longipes (Pax) I.M.Johnst.
49. Cnidoscolus maculatus (Brandegee) Pax & K.Hoffm.
50. Cnidoscolus magni-gerdtii Fern.Casas
51. Cnidoscolus maracayensis (Chodat & Hassl.) Pax & K.Hoffm.
52. Cnidoscolus matosii León
53. Cnidoscolus megacanthus Breckon ex Fern.Casas
54. Cnidoscolus minarum Fern.Casas
55. Cnidoscolus mitis Fern.Casas
56. Cnidoscolus monicanus J.A.Lomelí, Sahagún & V.W.Steinm.
57. Cnidoscolus monsanto Fern.Casas
58. Cnidoscolus multilobus (Pax) I.M.Johnst.
59. Cnidoscolus oligandrus (Müll.Arg.) Pax
60. Cnidoscolus orientensis Fern.Casas
61. Cnidoscolus palmeri (S.Watson) Rose
62. Cnidoscolus paucistamineus (Pax) Pax
63. Cnidoscolus pavonianus (Müll.Arg.) Fern.Casas
64. Cnidoscolus piranii Fern.Casas & J.M.Pizarro
65. Cnidoscolus populifolius Fern.Casas
66. Cnidoscolus pteroneurus Fern.Casas
67. Cnidoscolus pubescens Pohl
68. Cnidoscolus pyrophorus (Pax) J.F.Macbr.
69. Cnidoscolus quercifolius Pohl
70. Cnidoscolus rangel (M.Gómez) McVaugh
71. Cnidoscolus regina (León) Radcl.-Sm. & Govaerts
72. Cnidoscolus rostratus Lundell
73. Cnidoscolus rotundifolius (Müll.Arg.) McVaugh
74. Cnidoscolus rupestris Fern.Casas
75. Cnidoscolus rzedowskii Fern.Casas & V.W.Steinm.
76. Cnidoscolus sellowianus Klotzsch ex Pax
77. Cnidoscolus serrulatus (Pax & K.Hoffm.) Pax & K.Hoffm.
78. Cnidoscolus shrevei I.M.Johnst.
79. Cnidoscolus sinaloensis Breckon ex Fern.Casas
80. Cnidoscolus souzae McVaugh
81. Cnidoscolus spathulatus Fern.Casas
82. Cnidoscolus spinosus Lundell
83. Cnidoscolus stimulosus (Michx.) Engelm. & A.Gray
84. Cnidoscolus subinteger (Chodat & Hassl.) Pax & K.Hoffm.
85. Cnidoscolus tehuacanensis Breckon
86. Cnidoscolus tenuifolius I.M.Johnst.
87. Cnidoscolus tepiquensis (Costantin & Gallaud) Lundell
88. Cnidoscolus texanus (Müll.Arg.) Small
89. Cnidoscolus tridentifer Fern.Casas & J.M.Pizarro
90. Cnidoscolus tubulosus (Müll.Arg.) I.M.Johnst.
91. Cnidoscolus ulei (Pax) Pax
92. Cnidoscolus urens (L.) Arthur
93. Cnidoscolus urentissimus Fern.Casas
94. Cnidoscolus urniger (Pax) Pax
95. Cnidoscolus vitifolius (Mill.) Pohl

## Sinonimi
- Bivonea Raf.
- Jussieuia Houst.
- Victorinia León

## Galerija slika
- Cnidoscolus urens
- Cnidoscolus texanus

## Vanjske poveznice
|  | Zajednički poslužitelj ima još gradiva o temi Cnidoscolus |
|  | Wikivrste imaju podatke o taksonu Cnidoscolus             |